# 東元電機
東元電機（とうげんでんき、英語：TECO Electric and Machinery）は台湾の電機メーカーで、もともと電動モーター製造工場として創業され、その後家電も手広く手掛けるようになった総合電機メーカーである。重電を主にして家電を手掛けているという意味で、以前はしばしば「台湾の東芝」と称された。

## 沿革
- 1956年、台湾台北県三重市で、電動モーター製作所をスタート [1]
- 1973年、電子計算機、電子機器、テレビなど家電製品の生産も開始。台湾証券取引所（1504）に上場。
- 1991年、台湾東芝精密公司を設立
- 1990年代、経営を多角化し、情報、建設、食品（日本モスバーガーと合弁で台湾モスバーガー）などの分野にも進出し、東元電機グループ（TECO Group）を形成
- 2005年、安川電機と合弁で北九州市に、安川TECOモータエンジニアリングを設立
- 2006年、シャープとの液晶テレビに関する特許訴訟に関して一応の合意を経て、[2]液晶テレビの自社ブランド製品を日本で販売開始

## 本社・日本法人

### 本社
台北市南港区19-9号5楼

### 日本法人
三協株式会社（Sankyo Co., Ltd.、別名：TECO Japan）
東京都港区浜松町2丁目4番1号　世界貿易センタービル 26 階

### 日本国内モーター販売代理店
株式会社 東友（TOYU CO.,LTD.）
東京都中央区日本橋茅場町1-2-14　日本ビルディング 8階

## 参照項目
- 東芝
- 安川電機
- 電機メーカー#台湾